# Jerzy Kazimierz Szaszkiewicz
Jerzy Kazimierz Szaszkiewicz (ur. 12 marca 1926 w Rosi, obecnie na Białorusi, zm. 16 sierpnia 1992 w Acireale na Sycylii) – polsko-włoski filozof i teolog, jezuita.

## Życiorys
Z wybuchem II wojny światowej Wyemigrował z rodziną do Francji, gdzie ukończył gimnazjum i studia licencjackie z prawa. W 1949 wstąpił do zakonu jezuitów i w Santuario di Santa Maria di Galloro w Galloro we Włoszech odbył nowicjat. W 1960 przyjął święcenia kapłańskie. Należał do Prowincji Wielkopolsko-Mazowieckiej Towarzystwa Jezusowego . 
Studiował na Uniwersytecie Gregoriańskim w Rzymie filozofię (1951-1954) i teologię (1957-1961), uzyskując na nich licencjat kanoniczny. W 1962 obronił tam doktorat z filozofii, na podstawie pracy Relation entre le comportement et la connaissance selon Merleau-Ponty. Intelligence, liberté et réflexion (prom. Johannes Baptist Lotz) . 
Był korepetytorem  filozofii w Kolegium Polskim w Rzymie (1954-1957). Wykładał filozofię i psychologię na uniwersytetach w Lowanium i w Monachium (1962-1964). Od 1964 do śmierci uczył na Papieskim Uniwersytecie Gregoriańskim w Rzymie: psychologii racjonalnej, filozofii człowieka i filozofii kultury . 

## Dzieła
- (1966) Psychologia rationalis, Rzym, Pontificia Universitas Gregoriana,
- (1970) Percezione ed immaginazione nella vita umana, Rzym, Pontificia Universitas Gregoriana,
- (1974) Percezione e "sensazioni interne, Rzym, Pontificia Universitas Gregoriana,
- (1974) Filosofia della cultura, Rzym (^2 1988),
- (1981) Filosofia dell'uomo, Rzym (^2 1989),